# 李庄乡 (保定市)
李庄乡，是中华人民共和国河北省保定市清苑区下辖的一个乡镇级行政单位。

## 行政区划
李庄乡下辖以下地区：
李庄村、北李各庄村、北段庄村、耿庄村、刘王力村、郝王力村、任王力村、义和庄村、付家营村、小营村、寺上村、北辛力村和南辛力村。